# Cryptosepalum katangense
Cryptosepalum katangense är en ärtväxtart som först beskrevs av De Wild., och fick sitt nu gällande namn av J.Leonard. Cryptosepalum katangense ingår i släktet Cryptosepalum, och familjen ärtväxter. Inga underarter finns listade i Catalogue of Life.